# Miran Shah
Miran Shah är en stad i de federalt administrerade stamområdena, ett halvautonomt territorium i nordvästra Pakistan. Den är huvudort för agentskapet North Waziristan, och folkmängden uppgick till cirka 5 000 invånare vid folkräkningen 2017.